# Dendrobium bicornutum
Dendrobium bicornutum är en orkidéart som beskrevs av Rudolf Schlechter. Dendrobium bicornutum ingår i släktet Dendrobium, och familjen orkidéer. Inga underarter finns listade i Catalogue of Life.